# Ibrayım Yusupov

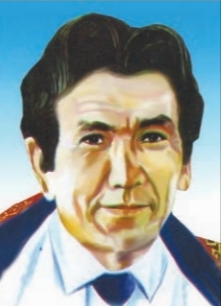
Ibrayim Yusupov

Ibrayım Yusupov (Ibragim Jussupow, russisch Ибрагим Юсупов, wiss. Transliteration Ibragim Jusupov; * 5. Mai 1929, Azat; † 24. Juli 2008, Nukus) war ein sowjetischer, karakalpakischer und usbekischer Dichter, Übersetzer, Dramatiker und Pädagoge. Er war Volksdichter von Usbekistan und Karakalpakistan und wurde 2004 mit dem Titel Held Usbekistans ausgezeichnet. Er verfasste den Text der Hymne der Republik Karakalpakistan.

## Leben
Er wurde am 5. Mai 1929 in Azat (heute im Bezirk Chimboy in Karakalpakistan) geboren. Sein Vater, Yusup Ahun Saiekeev (1875–1931), war ein religiöser Führer und Großgrundbesitzer, der am bewaffneten Aufstand gegen die sowjetische Regierung als Mitglied der örtlichen Basmatschi beteiligt war. Yusup Akhun Saiekeev stammte von den Anführern des karakalpakischen Clans „Anna“ ab. Yusupov studierte am Karakalpakischen Pädagogischen Institut und begann nach seinem Abschluss im Jahr 1949 dort Literatur zu unterrichten. Von 1961 bis 1962 war er Redakteur der Zeitschrift Amudarya und wechselte dann in die wissenschaftliche Arbeit am Institut für Sprache, Literatur und Geschichte des karakalpakischen Zweigs der Russischen Akademie der Wissenschaften.
Von 1965 bis 1980 war er Vorsitzender des Schriftstellerverbands der Karakalpakistanischen SSR. Auf seine Initiative hin fanden erstmals in vielen Städten der UdSSR Karakalpakische Kulturtage statt, darunter in Moskau, Kiew, Almaty, Vilnius und anderen Städten der Union. Im Jahr 1990 wurde er wegen antisowjetischer Aktivitäten aufgrund eines Gedichts mit dem Titel Wohin haben wir uns geführt angeklagt, das die Politik von Michail Gorbatschow scharf kritisierte.
Im Jahr 2004, anlässlich des Jahrestags der Verfassung Usbekistans, verlieh Präsident Islom Karimov Ibrayım Yusupov den Titel Held Usbekistans und die höchste Auszeichnung „Goldener Stern“. Bei der Verleihung nannte Präsident Karimov Yusupov „eine Waffe Usbekistans. Wir hätten Yusupov diesen Titel schon vor langer Zeit verleihen sollen. Ich bin sehr stolz darauf, ein Zeitgenosse und Freund eines so großen Menschen und Dichters zu sein“.
Er wurde mehrmals zum Abgeordneten des Obersten Sowjets der Karakalpakischen SSR gewählt. Von 1990 bis 1994 wurde er zum Abgeordneten des Obersten Sowjets der Usbekischen SSR und Usbekistans gewählt. Er war wiederholt ein Vertreter von Islom Karimov bei den Präsidentschaftswahlen der Republik Usbekistan und unterstützte aktiv seine Kandidatur. Islam Karimov drückte anlässlich des Todes von Ibrayım Yusupov der Familie des Dichters sein Beileid aus.